# Darkfall: Unholy Wars
Darkfall: Unholy Wars est un jeu massivement multi-joueurs développé par Aventurine SA. Annoncé disponible dès le 18 septembre, il forme le prochain chapitre de la Saga Darkfall. C'est un PvP MMORPG avec un rythme rapide, qui permet un « pillage complet ». Les joueurs sont appelés à former des clans et à se battre pour la domination du monde fantastique intégré et ouvert d'Agon, à recruter et former de nouveaux guerriers, conquérir des forteresses et des villes de clan, à s'engager dans des terres épique et batailles navales avec des milliers de joueurs simultanés et à bâtir des empires puissants.
La date de sortie initiale était le 20 novembre mais a été reportée.
Le 28 novembre 2012, Aventurine a soumis Darkfall Unholy Wars a Steam Greenlight. Après deux jours, le vendredi 30, le jeu a été approuvé.
Le 11 décembre, Aventurine a annoncé un nouveau retard du lancement en raison d'une combinaison de facteurs internes et externes. Au lieu de lancement commercial, la société a décidé d'offrir une version bêta a tous les clients qui ont précommandé le jeu.
Le 3 avril, Aventurine a annoncé que Darkfall Unholy Wars sera disponible dès le 16 avril 2013.

## G.U.I.
Le G.U.I. de Darkfall Unholy Wars GUI, a été conçu afin de rendre l'expérience de jeu plus rapide et plus amusante. Le concept principal lors de la conception de l'interface utilisateurs a été principalement basée sur les jeux FPS et les jeux d'action afin que les joueurs puissent connaitre un combat instantané et précis. En outre, de nombreuses fonctionnalités du jeu original Darkfall sont toujours présentes.

## Progression du personnage
Le système de progression du personnage dans Darkfall Unholy Wars est basé sur les points de prouesses (prowess). La prouesse peut être acquise par l'ensemble des interactions significatives durant le jeu. De la récolte à l'artisanat, en tuant des monstres et des activités PvP, tout ce que vous faites vous récompensera avec des points de prouesse. Le nombre de points que vous gagnez dépend de la difficulté ou de la rareté de vos exploits. Ainsi, la prouesse des joueurs est une représentation de leurs expériences accumulées, leurs victoires et leurs exploits à travers le monde d'Agon.
Les points de prouesse peuvent être utilisés comme une forme de monnaie pour acquérir une multitude de compétences et de boosters dans le jeu. La dépense des points de prouesse est le seul moyen d'améliorer vos attributs, vos compétences de combat et de récolte. Les compétences d’artisanat peuvent être améliorées seulement en utilisant la compétence nécessaire pour concevoir des articles avec succès.

## Les Rôles et les compétences
Avec le nouveau système de rôles introduit dans Darkfall Unholy Wars, le joueur doit choisir un rôle, ainsi que 2 écoles de ce rôle spécifique. Une des écoles est fixée par le joueur comme principal, l'autre comme secondaire, et chaque école contient 4 compétences / sorts, et « l'ultime » (la compétence ultime), la plus puissante. La plus grande différence entre les écoles primaires et secondaires est que vous pouvez utiliser seulement l’ultime de votre école primaire. Les compétences / sorts de l'école secondaire disponibles sont de plein potentiel, mais nécessitent plus de mana et de stamina, et ont des temps de recharge et des temps de chargement augmentés par rapport aux primaires.

### Le Warrior
Une des écoles du rôle du Warrior qui a été annoncée est l'École Baresark. Selon le blog de la société, les Baresarks aiment le combat rapproché, et sont spécialisés dans l’affrontement de plusieurs ennemis et leurs compétences affectent quiconque se trouve près d’eux ou croisent leur chemin. Aventurine a publié une vidéo sur la chaîne officielle Darkfall Unholy Wars pour présenter cette école spécifique  
Ses compétences sont les suivantes :
- Maelstrom : Une attaque basée sur l’arme qui inflige des dégâts à tout le monde autour du Baresark.
- Stomp : Une attaque qui va repousser tout le monde loin du passage du Baresark.
- Stampede : Cette compétence augmente considérablement la vitesse de sprint du Baresark pour une courte période de temps, tout en endommageant et en repoussant toutes les cibles qui croisent son chemin.
- Roar : Un debuff de effet-de-zone, qui réduit les attributs de base de toute personne à l'intérieur du rayon.
- Pulverize : (Ultime) Pulverize est la meilleure arme du Baresark pour faire face à plusieurs adversaires dans un espace restreint. Pulverize endommage tout le monde autour du Baresark, les repousse et les aveugle pour une courte durée.

Outre l'école Baresark, Aventurine SA, a présenté l'école de Battle-brand. Selon Aventurine, le Battle-brand est un rôle très stratégique. C’est le guerrier défensif ultime, conçu pour continuer à se battre aussi longtemps que possible. 
Les compétences du Battle-brand sont les suivantes :
- Foebringer : C'est une compétence qui attire tout le monde autour du Bataille-Brand. En utilisant la Foebringer, le Battle-Brand peut détourner ses adversaires en les attirants, en donnant des coups critiques qui peuvent changer le cours d'une bataille, tout en donnant à ses compagnons d'armes une chance de se regrouper et de contre-attaquer.
- Bandage : c’est une technique d'auto-guérison qui donne un coup de pouce non négligeable pour la santé du Battle-brand, lui donnant un second souffle au cours d'une bataille étiré.
- Stinging Riposte : c'est un auto-buff qui retourne un pourcentage du dommage à des ennemis qui attaquent le Battle-brand. Cette compétence, utilisée stratégiquement, peut aider à l’usure des adversaires, tout en décourageant leurs attaques.
- Spellbane : un autre auto-buff qui augmente la résistance à la magie du Battle-brand, lui permettant de se tenir debout contre les utilisateurs de magie plus efficacement. C'est quelque chose que nous avons voulu donner depuis un certain temps à nos joueurs qui préfèrent des tactiques guerrières, afin de les rendre plus viables contre les attaques magiques.
- Stoic Defense : c’est l'ultime compétence de cette école. En utilisant la défense stoïque, le Battle-brand devient invincible pendant une durée courte, en consommant du mana et du stamina. Un bon timing lors de l'utilisation de cette compétence peut entraîner le repliement de vos adversaires, donner des attaques gratuites à Battle-brand, et ceci peut faire la différence à chaque confrontation.

### Le Skirmisher
Une des écoles du rôle du Skirmisher qui a été annoncée est l'École Deadeye. Selon le blog de la société, le Deadeye est extrêmement habile avec l'arc, et peut l'utiliser pour endommager des cibles seules ou même des petits groupes.   Là encore, Aventurine a publié une vidéo sur la chaîne officielle Darkfall Unholy Wars pour présenter cette école spécifique  Ses compétences sont les suivantes :
- Puncture : Une attaque de flèche magique qui peut voyager à travers les ennemis, et endommager tout le monde sur son chemin.
- Exploit Weakness : Une attaque debuff qui réduit considérablement la protection de la cible contre les flèches.
- Explosive Arrow : Une attaque de flèche explosive qui pourrait endommager tout le monde autour de la zone d'impact.
- Trueshot : Un coup de flèche très puissant, extrêmement rapide, précis et endommageant. Une flèche tirée avec Trueshot se rendra dans une ligne parfaitement droite, sans arc.
- Salvo (Ultime) : Un déluge dévastateur de flèches tombe du ciel vers le point d'impact du Salvo. Toutes les personnes touchées par la pluie mortelle du Salvo subiront des dégâts graves et seront incapable de sprinter pour une courte durée.

La deuxième école du rôle de Skirmisher, qui a été présenté par Aventurine SA sur le blog de la société, est le Brawler. L’avantage concurrentiel du Brawler est sa maniabilité et son endurance. Il se déplace rapidement dans et hors du combat, esquivent les attaques et bénéficient de leur environnement mieux que n'importe quel autre rôle possible.
Les compétences du Brawler sont les suivantes :
- Efficiency : Cette compétence permet de réduire la consommation du stamina d'autres compétences. Depuis cette école est fortement dépendante du stamina, la compétence d’Efficiency est cruciale pour que le Brawler puisse continuer.
- Dash : Donne un bonus à la vitesse de sprint et permet le Brawler de s'échapper en ruée, ou se déplacer pour tuer quelqu’un.
- Leap : Leap est une compétence de double saut afin que le Brawler puisse atteindre des zones ou sauter par-dessus des obstacles ou des attaques de zones d'effet. Leap peut être utilisé en conjonction avec Dash pour couvrir les distances encore plus grandes.
- Evade : permet au Brawler de sauter et rouler dans la direction où il se déplace, à esquiver les attaques entrantes, à mettre de la distance entre lui et ses adversaires, où de réduire la distance de leur cible.
- Heightened reflexes (Ultime) : c’est le summum des compétences de l'école. Lorsqu'il est activé, le Brawler gagne un bonus de vitesse de sprint ainsi que d'un bonus de vitesse d'attaque pour les deux attaques (à distance et en mêlée).

### Le Elementalist
Une des écoles du rôle de l’Elementalist qui a été annoncée est l'École du Feu.  Le mage du feu est spécialise dans l’infliction de grandes quantités de dommage à distance 
Ses compétences sont les suivantes :
- Attunement to Fire : Un auto-buff qui augmente la protection contre le feu, tout en rendant le joueur insensible aux dégâts de lave pendant que le buff est actif.
- Fireball : Une attaque à distance qui va brûler votre ennemi lors de l'impact, ainsi que ceux à proximité autour de lui.
- Dragonbreath : Un souffle de feu qui endommage tout le monde en face de vous.
- Magma Bomb : Une énorme boule de feu de magma, si grande qu’elle est affectée par la gravité. Elle a une très longue portée et une grande zone d'effet.
- Heat Stroke (Ultime) : Un projectile à longue portée qui epuisra massivement le stamina de quiconque est à l'intérieur de l'impact.

La deuxième école du rôle Elementalist est l'école de l'air. Les Elementalist de l'air sont les maîtres du vent et de la foudre. Ils invoquent le tonnerre et les vents féroces qui sont capables de garder les attaquants hors de la portée de tir. Ce fait seul, les rend vraiment formidable sur le terrain et une force sur laquelle on peut compter.
Les compétences de l’Elementalist d'Air sont les suivantes :
- Attunement to Air – Étreint la tempête. Ce buff augmente votre protection contre la foudre et quand quelqu’un vous attaque, il recevra un grand pourcentage de dommage qui vous sont infligés.
- Thunderbolt - Un sort de tir rapide, de courte portée, qui inflige des dégâts et repousse un ennemi !
- Lightning Bolt - Une boule de foudre fulgurante qui va endommager tout le monde en ligne de mire! Tous ceux qui sont infligés seront aussi temporairement aveuglé.
- Tornado - Vous êtes l'œil de la tempête. Les vents violents qui vous entourent, endommagent les ennemis et les jettent comme des feuilles sèches.
- Static Field (Ultime) – Canalise la puissance de l'éclair par tous les pores de votre être.

### Le Primalist
Le Primalist est le nouveau rôle attendue qui a été ajouté à Darkfall Unholy Wars. Plus qu'un rôle de soutien, il est le guérisseur et le protecteur du groupe et peut aider à inverser la tendance d'une bataille avec ses interventions. Ci-dessous vous trouverez la description de l’école de Life du Primalist et de l'école de Law, complète avec les descriptions des sorts et des caractéristiques scolaires.
L'école de Life du Primalist mettra l'accent sur la guérison d'autres.
Les sorts de l'école de Life :
- Exalted Sacrifice : Donnez de votre propre health pour guérir un autre. Vous perdrez 70 % de Health du total que votre allié est soigné.
- Consecrate : Plongez dans l'essence même de la vie et consacrer le terrain sur lequel vous vous tenez. Tout le monde à portée vera leur health et leur stamina restauré au fil du temps.
- Resuscitation : Vite, ramenez un allié du bord du gouffre de la mort!
- Healing blast : Un éclat explosif et puissant de la force de vie de rajeunissement centrée à votre point de destination. Ce missile des énergies de guérison est affecté par la gravité.
- Spirit Bond (ultime) : canaliser un lien primitif et vivifiant entre vous et un allié. Alors que vous maintenez ce lien, votre allié gagnera du Health, au détriment de votre mana-pool. Vous pouvez conserver ce lien indéfiniment.

L'école du Primalist de Law permettra de frapper des ennemis, de s’auto-guérir, ainsi que les capacités défensives.
L’École de Law :
- Virtuous Wrath : Avec la vitesse de la justice, ce sort a un faible impact et une longue portée!
- Invigoration : Laissez les forces de l'ordre et de la loi commander vos blessures de guérir et votre corps de récupérer rapidement.
- Bastion : Le zèle de ta foi crée une atmosphère palpable de protection à toutes les formes de mal contre vous.
- Primal Surge : Un rayon d'énergie juste renforce la détermination de votre cible. Leurs bassins de Health, de Stamina et le maximum de mana sont augmentés pendant toute sa durée.
- Wall of Righteous Force (Ultime) : Votre foi est un obstacle palpable. Vos alliés peuvent voir les ennemis à travers la barrière, mais vos adversaires ne peuvent voir qu’un mouvement flou déroutant, et leurs projectiles, à la fois magiques et physiques, vont rebondir sur la barrière.

## Les races

### Mercians
"Issus d'une continent coulé sous les mers depuis longtemps, les humains de Mercia sont la seule race non originaire d’Agon. Depuis leur arrivée sur ces rivages il y a plusieurs siècles, les Mercians ont mis en place l'un des empires les plus riches et les plus prolifiques sur Agon. Leur adaptabilité inhérente à toute situation et une approche passionnée de la vie, leur a amassé une nation-empire puissante et prospère sur les rives de la rivière d’Eanna entre les ruines de l'ancienne civilisation de Dea Chal ".

### Tovarr
"Les descendants des Nains anciens, les Tovarr sont des gens vaillants et stoïque qui vivent dans les montagnes de Cor Ymirhal. En honorant le grand sacrifice de la nation naine pendant les anciennes Guerres Impies, ils incarnent l'amour de leurs descendants pour toutes les choses techno-magiques ainsi que leur sens aigu de l'honneur. Dans le même temps, les Tovarr partagent les traits de l'homme pour la polyvalence et la créativité qu’ils ont recueilli des générations de mariage entre les nains survivants et leurs bienfaiteurs les Mercians. "

### Mahirim
«  La plus jeune des races à rejoindre la civilisation, les Mahirim sont farouches et fières et maintiennent leurs terrains de chasse dans les Tribelands de l'ouest. Leurs origines remontent à une race d'esclaves pit-combats élevé pour le divertissement sauvage de l'empire Vargashi, les Mahirim défendent leur patrie en développement avec une grande fierté. Leur capitale, Amurran, est nommé en l'honneur de leur premier chasseur-prophète qui les a amené des forêts et leur a montré les voies de la civilisation. »

### Mirdain
«Les elfes de la nation Mirdain sont parmi les plus anciennes races survivantes sur Agon. Depuis l'époque de leur liberté après la disparition mystérieuse de leurs maîtres bienveillants connus sous le nom Nithron il y a des éons. Les Mirdain ont établi leur nation dans les vastes forêts de Mirendil. De là, les racines du Trône d'Emeraude, un vaste réseau d'espions et d'informateurs, s'étend dans tout Agon. Comme tous les elfes, le mouvement des Mirdain est caractérisé par une grâce et une noblesse hautaine qui les distingue des races les plus jeunes. "

### Ork
"Les Ork puissants incarnent les traits des volcans dans lesquelles ils ont vécu depuis que leur tribus belligérantes étaient unis sous une même bannière il y a plusieurs siècles. Veines de flamme explosif logé dans une montagne de roche, c'est ainsi que les Orks se voient. Pendant les anciennes Guerres Impies, quand les races luttaient entre elles, seule la détermination à toute épreuve et le poing puissant, vert, et de fer de la nation des Ork a réussi à les unir contre la menace combinée de la Déesse et du Démon. "

### Alfari
"Une fois une race d'Elfes comme les Mirdain, les esprits et les corps Alfari ont été depuis longtemps tordu par leur dieu-roi fou, Melek. Responsables de tels actes comme le génocide de l'empire Chal'dean, les Alfari étaient une race honnie. Mais maintenant, en raison de la mort de leur dieu aux mains de la Déesse, les Alfari se retrouvent sans orientation et sans la mauvaise influence. S'il n'y avait pas la volonté d’acier des Orks, ils auraient été abattus par les Mirdain vengeurs. Maintenant, ils essaient de trouver un moyen de s'intégrer dans un monde dépourvu de guidance divine ".

## Les Clans
Le rôle de base / fonction de clans sur « Darkfall: Unholy Wars » reste tel qu'il était dans « Darkfall Online ». Toutefois, pour donner aux clans plus de liberté dans le choix de leur propre structure interne, l'ancien système de classement de clan qui déterminait l'accès d'un membre aux fonctions du clan a été enlevé et remplacé par un nouveau système basé sur des autorisations. Les autorisations pour accéder aux fonctions du clan sont attribués aux membres individuellement, ce qui permet aux clans d'attribuer des rôles hautement spécialisés à des membres spécifiques, sans qu’ils héritent d’accès sans rapport (et peut-être indésirable). Les permissions de ce nouveau système ont été regroupés par catégorie ("clan-Vault", "Holdings", etc) et chaque catégorie dispose d'une autorisation de «gestion» qui lui est associé; les membres du clan qui sont attribuées a la permission de gestion, ont la possibilité d'attribuer (ou supprimer) les autorisations au sein de leur propre catégorie à (ou des) d’autres membres du clan. Nous pensons que ce financement supplémentaire de nivellement du système d'autorisations, permettra aux clans de distribuer les tâches (et les responsabilités) de la gestion du clan entre un certain nombre de membres et leur permettre de créer une structure de gestion hiérarchique, s’ils le souhaitent.

## Sources
- (en) Cet article est partiellement ou en totalité issu de l’article de Wikipédia en anglais intitulé « Darkfall: Unholy Wars » (voir la liste des auteurs).